# Вильям Кенник
Вильям Элмер Кенник (англ. William E. Kennick; 28 мая 1923, Лебанон — 12 апреля 2009, Амхерст, Массачусетс) — американский философ и эстетик. Заслуженный профессор Амхерстского колледжа. Автор работ по эстетике: «Искусство и философия: чтения по эстетике», «Основывается ли традиционная эстетика на ошибке?».

## Биография
Вильям Кенник родился 28 мая 1923 года в Лебаноне, штат Иллинойс. Его родители развелись, когда ему было 5, после чего его мать с детьми переехала в Питсбург.  В старшей школе Кенник получил стипендию на обучение в Оберлинском колледже, которую он дополнил, работая летом, семь дней в неделю, на сталелитейных заводах. В 1945  получил степень бакалавра искусств в Оберлин, окончив его с отличием. Уехал В Корнелл, чтобы продолжить обучение, но в 1946 году был призван в армию и прослужил там 1,5 года.
После армии Кенник получил специальную педагогическую стипендию в Оберлине, после чего вернулся в Корнелл и получил степень доктора философии (PhD) в 1952 году. Некоторое время он преподавал в Бостонском университете, а затем вернулся в Оберлин, где был назначен бессменным главой философского факультета. Кенник переехал в Амхерст в 1956 году, где начал преподавать философию и преподавал её там больше 35 лет, читая курсы по истории философии, эстетике и философии Витгенштейна.

## «Основывается ли традиционная эстетика на ошибке?»
Эссе Вильяма Кенника «Основывается ли традиционная эстетика на ошибке?» 1958 года является одним из программных текстов антиэссенциализма — направления в англо-американской эстетике середины XX века, утверждавшего невозможность нахождения сущности искусства и, соответственно, создания единой и удовлетворительной теории искусства.
В своем эссе Кенник критикует традиционную эстетику, утверждая, что она основана на двух ошибках. В первую очередь, ошибочно то, что традиционная эстетика полагает, что все произведения искусства должны обладать конкретными общими для всех качествами, которые позволяют определять их как искусство, выделяя из всего прочего. Эстетики ставят задачу найти сущность искусства или красоты и заключают её в дефиницию. Однако, искусство представляет собой «открытую»- изменяющуюся и дополняемую структуру, и его неопределенность не могут устранить дефиниции, предлагаемые эстетиками. Понимание искусства Кенником, как и другими представителями антиэссенциализма опирается на концепцию семейных сходств Людвига Витгенштейна. В связи с этим, невозможно определить полный объём понятия «искусство», но можно приводить примеры произведений искусства. Они могут отличаться друг от друга, но между ними существует частичное сходство. Познавать искусство следует, узнавая и описывая произведения, которые обычно называют искусством. Попытки схватить их общую сущность в любом случае окажутся безуспешными, так как сущность искусства в его изменчивости.
При всем этом Кенник не считает, что любые дефинитивные теории эстетиков бесполезны. Несмотря на то, что они не помогают нам понять полностью, что такое искусство, каждая из них показывает новый подход к изучению искусства, учит видеть его по-другому.

Вторую ошибку традиционной эстетики Кенник видит в мнении о том, что «ответственная критика невозможна без стандартов или критериев, универсально применимых для всех произведений искусства». Он считает, что критическое суждение не должно предполагать какие-либо каноны, потому что, как было сказано ранее не существует определённого или исчерпывающе специфицирующего перечня критериев, приложимых ко всем произведениям искусства, поэтому критика должна исходить из каждого конкретного случая. Также Кенник особенно отмечает существующую параллель эстетической оценки с моральной, которая, по его мнению, и приводит к ошибочному пониманию критики. 
В морали мы заинтересованы в единообразии в конечном итоге для того, чтобы иметь представление о том, что человек не должен делать; такова одна из причин, почему ориентиры и законы необходимы и почему они играют столь важную роль в моральной оценке. Но в искусстве, если мы не желаем, подобно Платону, быть законодателями и чего-то требовать от искусства, заставляя его быть представленным специальными образовательными и общественными учреждениями, мы не заинтересованы в единообразии как в ориентире … Различные произведения искусства достойны или могут быть достойны похвалы или порицания благодаря разным, а не всегда одним и тем же причинам. Не существует одного или ряда требований, применимых ко всем произведениям. Это, я думаю, важно и способствует уяснению (по крайней мере, частично) действительной относительности эстетических критериев.